# Ardian Limani
Ardian Limani (Gjilan, 18 novembre 1993) è un calciatore kosovaro, difensore del Prishtina.

## Carriera
Cresciuto nelle giovanili della squadra kosovara del Drita.

## Statistiche

### Presenze e reti nei club
Statistiche aggiornate al 26 maggio 2023.
| Stagione          | Squadra           | Campionato        | Campionato | Campionato | Coppe nazionali | Coppe nazionali | Coppe nazionali | Coppe continentali | Coppe continentali | Coppe continentali | Altre coppe | Altre coppe | Altre coppe | Totale | Totale |
| Stagione          | Squadra           | Comp              | Pres       | Reti       | Comp            | Pres            | Reti            | Comp               | Pres               | Reti               | Comp        | Pres        | Reti        | Pres   | Reti   |
| ----------------- | ----------------- | ----------------- | ---------- | ---------- | --------------- | --------------- | --------------- | ------------------ | ------------------ | ------------------ | ----------- | ----------- | ----------- | ------ | ------ |
| 2013-2014         | Drita             | SL                | 0          | 0          | CK              | 0               | 0               | -                  | -                  | -                  | -           | -           | -           | 0      | 0      |
| 2014-2015         | Drita             | SL                | 0          | 0          | CK              | 0               | 0               | -                  | -                  | -                  | -           | -           | -           | 0      | 0      |
| 2015-gen. 2016    | Drita             | SL                | 14         | 0          | CK              | 1               | 0               | -                  | -                  | -                  | -           | -           | -           | 15     | 0      |
| gen.-giu. 2016    | Feronikeli        | SL                | 4          | 0          | CK              | 0               | 0               | -                  | -                  | -                  | -           | -           | -           | 4      | 0      |
| 2016-2017         | Feronikeli        | SL                | 4          | 0          | CK              | 1               | 0               | -                  | -                  | -                  | SK          | 1           | 0           | 6      | 0      |
| Totale Feronikeli | Totale Feronikeli | Totale Feronikeli | 8          | 0          |                 | 1               | 0               |                    | -                  | -                  |             | 1           | 0           | 10     | 0      |
| 2017-2018         | Drita             | SL                | 31         | 1          | CK              | 3               | 0               | -                  | -                  | -                  | SK          | 1           | 0           | 35     | 1      |
| 2018-2019         | Drita             | SL                | 30         | 1          | CK              | 2               | 0               | UCL+UEL            | 4+2                | 0+1                | SK          | 1           | 0           | 39     | 2      |
| 2019-2020         | Drita             | SL                | 31         | 0          | CK              | 1               | 0               | -                  | -                  | -                  | -           | -           | -           | 32     | 0      |
| 2020-2021         | Drita             | SL                | 33         | 4          | CK              | 2               | 0               | UCL+UEL            | 1+1                | 0+1                | SK          | 1           | 0           | 38     | 5      |
| 2021-2022         | Drita             | SL                | 34         | 0          | CK              | 5               | 0               | UECL               | 4                  | 0                  | -           | -           | -           | 43     | 0      |
| 2022-2023         | Drita             | SL                | 35         | 1          | CK              | 1               | 0               | UECL               | 4                  | 0                  | -           | -           | -           | 40     | 1      |
| Totale Drita      | Totale Drita      | Totale Drita      | 208        | 7          |                 | 15              | 0               |                    | 16                 | 2                  |             | 3           | 0           | 242    | 9      |
| 2023-2024         | Škendija          | PL                | 0          | 0          | CM              | 0               | 0               | UECL               | 0                  | 0                  | -           | -           | -           | 0      | 0      |
| Totale carriera   | Totale carriera   | Totale carriera   | 216        | 7          |                 | 16              | 0               |                    | 16                 | 2                  |             | 4           | 0           | 252    | 9      |

## Palmarès

### Club

#### Competizioni nazionali
- Campionato kosovaro: 2

Drita: 2017-2018, 2019-2020
- Supercoppa del Kosovo: 1

Drita: 2018
- Coppa del Kosovo: 1

Prishtina: 2024-2025